# Tatiana Makarova
Tatyana Makarova (em russo:  Татьяна Петровна Макарова) foi uma aviadora da formação militar Bruxas da Noite durante a Segunda Guerra Mundial. Foi postumamente condecorada com o título de Heroína da União Soviética, após a aeronave em que ela e Vera Belik estavam voando ter sido abatida por forças do Eixo no território da Polónia ainda ocupado pelos nazis.

## Memoriais
Há um pequeno museu dedicado à sua carreira, uma rua de Moscovo e uma escola em Kerch; há também um monumento, na escola técnica onde estudou, e um envelope oficial da União Soviética levou o seu retrato ao lado do de Vera Belik.